# Dante e Virgilio all'Inferno (Deully)
Dante e Virgilio all'Inferno (Dante et Virgile aux Enfers) è un dipinto a olio su tela del pittore francese Eugène Deully, realizzato nel 1897 e attualmente conservato nel palazzo di belle arti di Lilla, in Francia.

## Storia

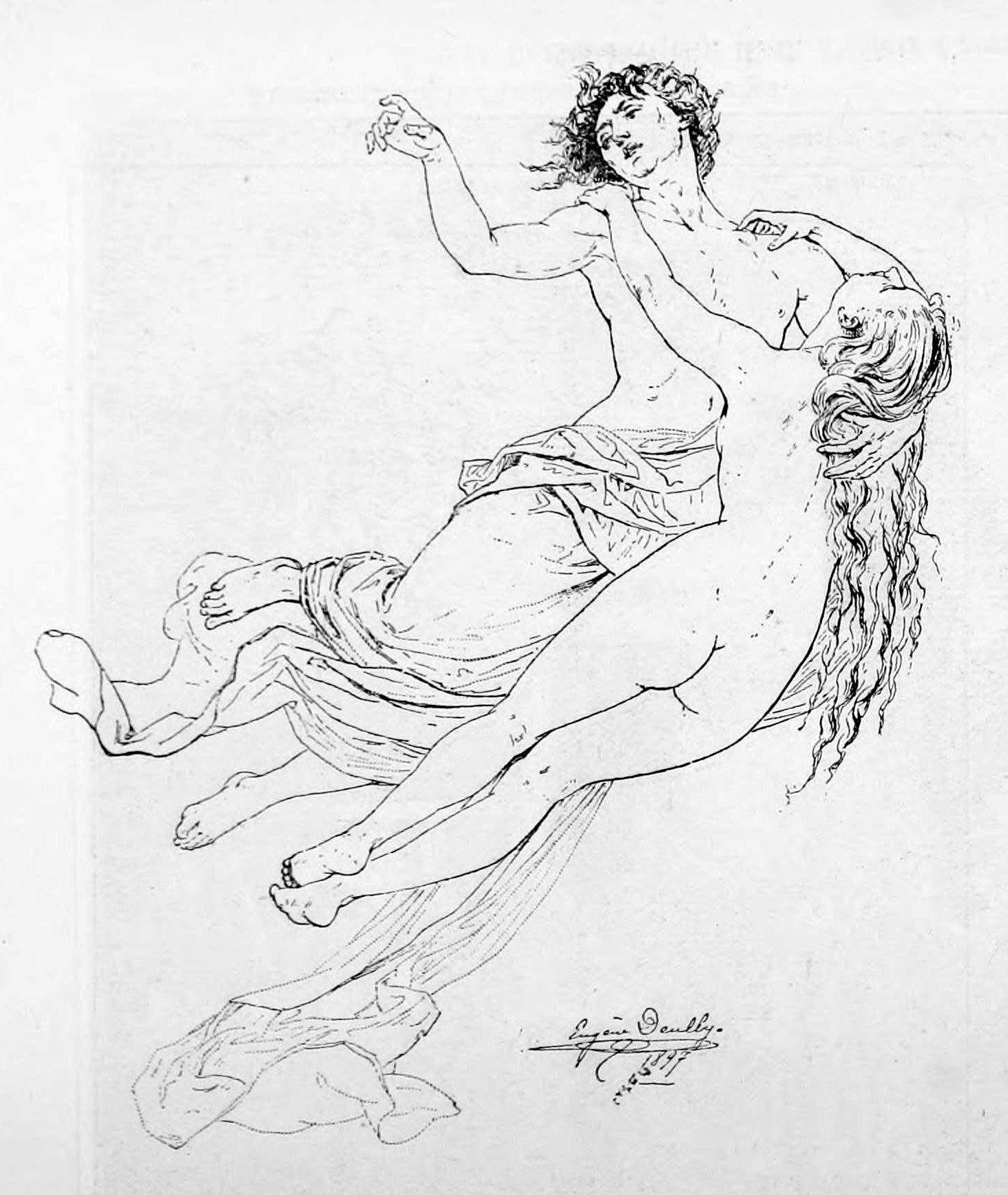
Un'illustrazione di Paolo e Francesca da un catalogo illustrato del Salone del 1897.

Eugène-Auguste-François Deully era uno studente poco conosciuto di Jean-Léon Gérôme e in alcune occasioni poté esporre le proprie tele al prestigioso Salone di Parigi, come in questo caso: l'opera venne esposta al Salone del 1897 con il titolo Francesca da Rimini (Françoise de Rimini).

## Descrizione
La scena illustra un celebre passo dal quinto canto dell'Inferno, la prima cantica della Divina Commedia, il capolavoro di Dante Alighieri. Il poeta, accompagnato dalla sua guida Publio Virgilio Marone, arriva al cerchio dei lussuriosi e si imbatte nella tempesta infernale che trasporta le anime peccatrici. Solo due sono insieme, abbracciati tra di loro, e sono gli spiriti di Francesca da Polenta e Paolo Malatesta, colpevoli di aver commesso un adulterio nonostante fossero cognati e uccisi dal marito di lei, Gianciotto Malatesta.
Francesca si aggrappa a Paolo per non cadere, mentre quest'ultimo sembra guardare al di fuori della composizione. Paolo è avvolto da un velo marroncino dalla cinta in giù, mentre un panno bianco sembra scivolare via da Francesca, che rivolge allo spettatore la schiena nuda e i glutei dalle carni soffici e rotonde. In effetti è proprio nei corpi che la pennellata si focalizza e diventa meno pastosa e più diluita.
Il volume dei corpi è molto evidente e le membra sono dipinte tanto realisticamente che sembra che i due amanti stiano cercando di uscire dal quadro per scappare dalle fiamme eterne. Le anime dannate nella parte inferiore del dipinto sono dipinte di scorcio. I colori della composizione si alternano tra quelli caldi (il rosso e l'arancione del pozzo infernale dove finiscono i dannati) e quelli freddi (il blu che, a livelli diversi di degradazione, rende le aree scure). Al centro del dipinto lo sfondo si fa più scuro, così da permettere un contrasto con i corpi candidi delle due anime fluttuanti.